# آنتیا
آنتیا (به اسپانیایی: Antella) یک شهرستان در اسپانیا است که در Ribera Alta واقع شده‌است.

## خصوصیات
آنتیا ۱۷٫۶ کیلومترمربع مساحت و ۱٬۵۴۹ نفر جمعیت دارد و ۴۴ متر بالاتر از سطح دریا واقع شده‌است.